# Oktisi
Oktisi (mazedonisch und albanisch definit; kyrillisch Октиси; alb. indefinit Oktis) ist ein Dorf in der Opština Struga (alb. Komuna e Strugës) im Südwesten Nordmazedoniens.

## Geographie
Oktisi liegt am Ostfuß des Jablanica-Gebirges auf rund 800 Höhenmeter und etwa 10 km nordwestlich der Gemeindehauptstadt Struga. Nachbardörfer sind im Westen in den Bergen Gorna Belica, im Nordwesten Vevčani, im Nordosten Velešta, im Südosten Dolna Belica und im Süden Višni.

## Bevölkerung
Mit 1.925 Einwohnern (Volkszählung 2021) zählt Oktisi zu den größeren Dörfern in der Gemeinde von Struga. Davon bezeichneten sich 762 als Türken, 409 als Mazedonier und 241 als Albaner. 513 gehörten zudem anderen Ethnien an, darunter wohl viele Torbeschen.
Die Torbeschen, Türken und Albaner zählen sich mehrheitlich zum sunnitischen Islam. Eine Minderheit bilden die christlich-orthodoxen Mazedonier.
Zu den Gotteshäusern zählen die zwei sunnitischen Moscheen: die Untere Moschee im nordöstlichen und die Obere Moschee im nordwestlichen Dorfteil. Weiter gehören die Nikolaus von Myra und die Athanasius dem Großen geweihte christlich-orthodoxe Kirche zum Dorfbild.

## Geschichte

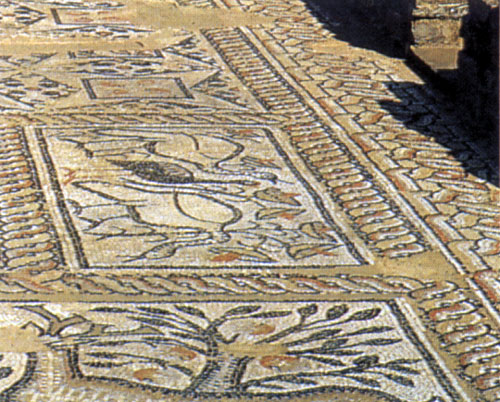
Ausschnitt des Mosaiks im Baptisterium (2009)

Auf dem Grund der mazedonisch-orthodoxen St. Nikolauskirche (maz. Crkva Sv. Nikola Црква Св. Никола) fand 1927 eine Gruppe von Archäologen eine frühchristliche Basilika. Sie war dreischiffig, hatte einen Narthex vorgebaut und beinhaltete auch ein Baptisterium, wo bis vor kurzem auf dem Boden Teile eines Mosaiks zu sehen waren. 2012 wurden sie ins Gebrüder-Miladinovi-Museum nach Struga gebracht. Dargestellt sind Hirsche, Pferde, Kantharosen, Blumen, Bäume und geometrische Ornamente. Die Bauzeit der Basilika war zwischen dem 4. und 5. Jahrhundert n. Chr.

## Kultur und Sport
Der Kultur-Humanitärer Verein Oktisi 09 (KHD Oktisi 09) wurde Anfang 2009 im schweizerischen Rorschach gegründet. Der Verein wird von der einheimischen Diaspora mehrheitlich finanziert. Durch diese Spenden konnten im Dorf viele Projekte realisiert werden, wie das Aufstellen von Verkehrsschildern, die Herausgabe der Dorfzeitung Oktiski Glas (mazedonisch: „Stimme von Oktisi“) einmal jährlich und der Bau von Kinderspielplätzen. Zudem schickte der Verein ca. 120 Krankenhausbetten, Kommoden, Esstische und chirurgische Instrumente durch die Spende der Kantonsspitäler von St. Gallen, Rorschach und Frauenfeld den Spitälern von Struga und den umliegenden Ambulanzen.
Im Herbst 2009 wurde mit Hilfe des Kultur-Humanitären Verein Oktisi 09 ein Fußballklub im Ausland (Schweiz) durch die örtliche Diaspora gegründet. Der Verein spielt in der 4. Liga des Landes.

## Verkehr
Das Dorf liegt vier Kilometer abseits der Nationalstraße Struga-Debar und etwa 18 km vom internationalen Flughafen Ohrid entfernt. Bis zur albanischen Grenze bei Qafë Thana sind es 25 km und bis zur griechischen Grenze bei Dolno Dupeni sind es 90 km. Zur Hauptstadt Skopje beträgt die Straßenentfernung 190 km.

## Persönlichkeiten
- Fijat Canoski (* 1960), Politiker
- Mirsad Mijadinoski (* 1981), Fußballspieler